# Svansagutier
Svansagutier (Myoprocta) är ett släkte gnagare i familjen guldharar (Dasyproctidae). Släktet utgörs av två arter som förekommer i norra Sydamerika.
- Myoprocta acouchy (Erxleben, 1777)
- Myoprocta pratti (Pocock, 1913)

## Kännetecken
Svansagutier har kraftiga långa extremiteter som är utrustade med böjda klor som påminner om hovar. Liksom agutier har de bara tre full utbildade tår vid framfötterna. Svansagutier är mindre än agutier och har istället en längre svans.
Pälsens färg är på ovansidan beroende på art rödbrun till svart eller grönaktig, undersidan är ljusare vitaktig till ljusbrun. Nosen och huvudets sidor är ibland påfallande gul eller röd. Svansens undersida är vit och utgör kanske en kommunikationsmöjlighet mellan individerna. Svansagutier når en kroppslängd av 32 till 38 centimeter samt en svanslängd av 4 till 7 centimeter. Vikten ligger mellan 0,6 och 1,3 kilogram.

## Utbredning och habitat
Dessa gnagare är endemiska för regionen öster om Anderna i norra Sydamerika. Utbredningsområdet sträcker sig från Colombia över Brasiliens Amazonområde. Habitatet utgörs främst av regnskogar och strandlinjer av floder med buskar. Sällan syns de längre bort från vattenansamlingar.

## Levnadssätt
Arterna är vanligen aktiva på dagen men i regioner där de känner sig hindrad kan de vara aktiv på natten. De vistas främst på marken och vilar i bon av blad som göms i trädens håligheter eller i bon som byggts av andra djur. Själv gräver de inga jordhålor.
Varje vuxen individ har sitt revir som är 6 000 till 12 000 kvadratmeter stor och vanligen lever de ensamma i territoriet. Trots allt är de inte lika aggressiva mot artfränder som agutier.
Svansagutier är växtätare med en varierad kost som till exempel frukter, blad, nötter och rötter. Under regntiden skapar de lager av föda som göms under jorden.
Dräktigheten varar i ungefär 100 dagar och sedan föds en till tre ungar (vanligen två). Ungdjuren är vid födelsen väl utvecklade med hår på kroppen och öppna ögon. Några ungar kan överleva självständig efter 14 dagars digivning. Könsmognaden infaller efter 8 till 12 månader. Den äldsta individen i fångenskap blev 10 år gammal, livslängden i naturen är inte känd.

## Hot
Arternas jagas ibland när de tränger in i jordbruksmark och i vissa regioner jagas de av ursprungsbefolkningen för köttets skull (bland annat i norra Peru). Liksom flera andra djur i regnskogen hotas de av skogsavverkningar. IUCN listar båda arter fortfarande som livskraftiga (LC).